# Fontana del Facchino
La fontana del Facchino è una delle sei statue parlanti di Roma.

## Storia e descrizione

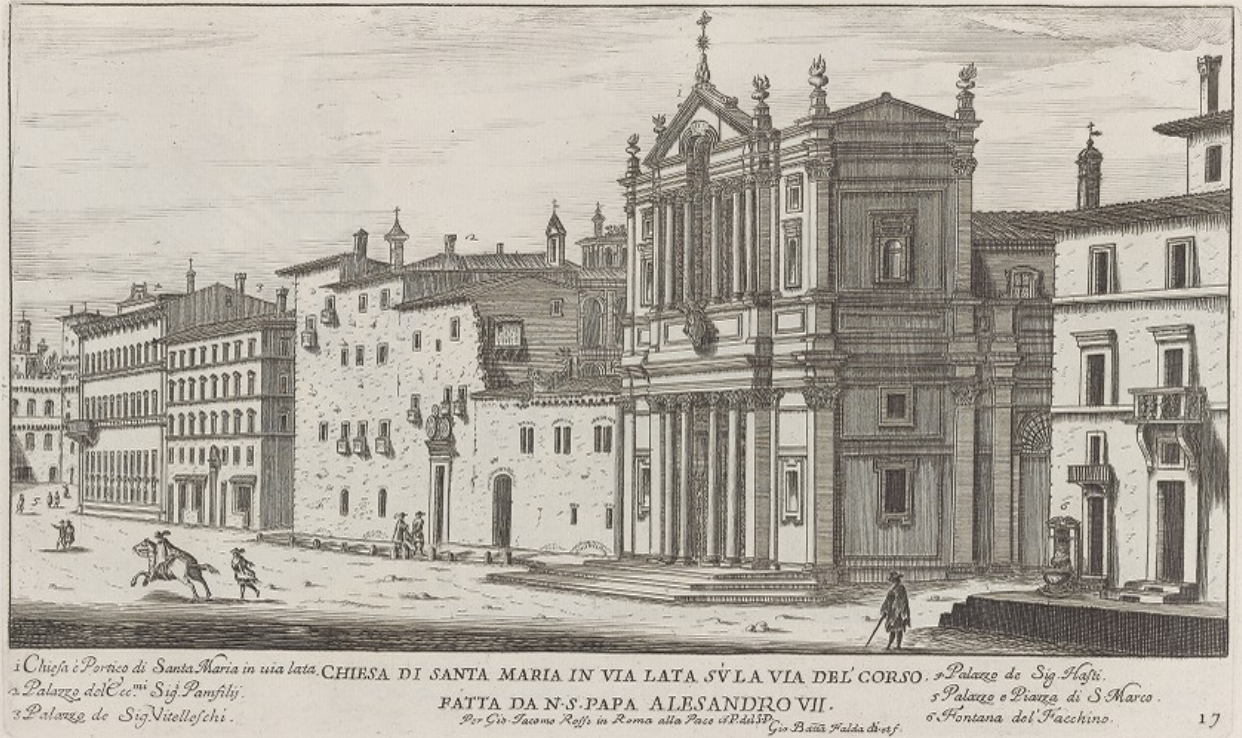
La posizione originaria in una stampa di Giovanni Battista Falda (1665)

Il Facchino è la più giovane delle statue parlanti: fu realizzata infatti nel 1580. Il Vanvitelli, nel 1751, la attribuì erroneamente a Michelangelo), ma in realtà fu scolpita da maestranze fiorentine su disegno di Jacopo Del Conte. Il personaggio rappresentato sembra indossare l'abito corporativo dell'Università degli Acquaroli: costoro, detti anche "facchini" o "acquaricciari"), erano mercanti che attingevano acqua alle fontane pubbliche per rivenderla porta a porta, i quali nel XVI secolo godevano di una propria corporazione. Un'epigrafe, scomparsa in occasione dell'ultimo trasferimento, riconduce in effetti a tale mestiere; essa recitava: ”Abbondio Rizio, coronato sul pubblico selciato, valentissimo nel legar fardelli. Portò quanto peso volle, visse quanto poté; ma un giorno, portando un barile di vino in spalla e uno dentro il corpo, contro la sua volontà morì.”. Tuttavia, dato il tono scherzoso dell'epigrafe, è probabile che l'identificazione non sia corretta.
Gregorio XIII fece installare la statua e la relativa fontana lungo la centralissima Via del Corso, a fianco della Basilica di Santa Maria in Via Lata e di fronte alla Chiesa di san Marcello, a uso abbeveratoio pubblico; nel XVIII secolo fu posta sulla facciata principale del palazzo de Carolis Simonetti (oggi palazzo del Banco di Roma). In questo periodo la statua fu esposta a vari danneggiamenti che causarono il danneggiamento del viso e la perdita del naso: l'accanimento dei passanti era dovuto al fatto che, secondo una credenza popolare, essa rappresentava  Martin Lutero. Per evitare ulteriori sfregi, nel 1874 fu spostata in una posizione più defilata, incassata in un davanzale sulla facciata laterale del palazzo, con affaccio su via Lata. Oltre alla lapide di Abbondio Rizio, durante lo spostamente andarono perdute la vasca a conchiglia originale e la cornice marmorea che adornava la statua.
Come le altre cinque statue parlanti di Roma, il Facchino è stata la voce di diverse pasquinate, le violente e irriverenti satire anonime che bersagliavano i personaggi pubblici più in vista a Roma.